# Kolbulle

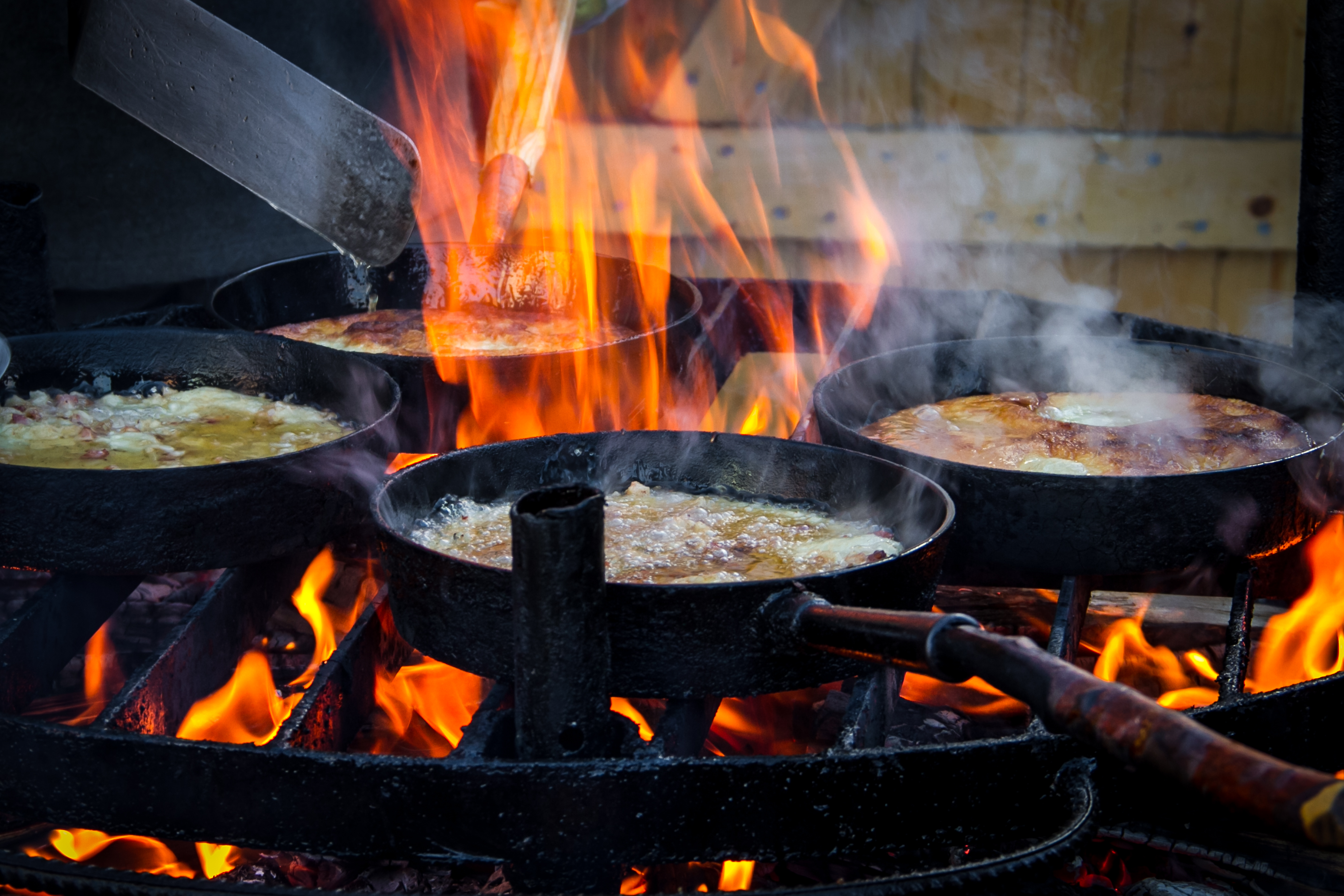
Tillagning av kolbullar över öppen eld.

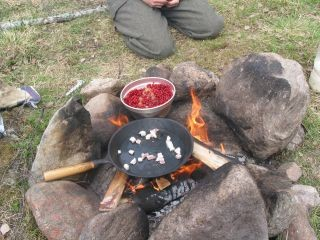
Stekning av fläsket innan smeten hälls i.

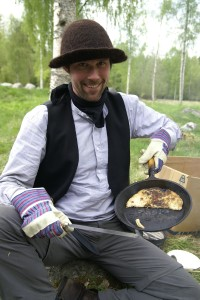
En halv kolbulle i pannan.

Kolbulle är ett slags tjock pannkaka med tärnat rimmat eller rökt fläsk i.
Kolbullar är en gammal nordisk maträtt som lagades på enklast möjliga sätt direkt i stekpannan. Den var vanlig bland skogshuggare, kolare, rallare, flottare och andra kroppsarbetare som levde under primitiva förhållanden, ofta i kojor.
Kolbullen är besläktad med sluringen och fläskpannkakan.

## Ingredienser
En kolbulle består av vatten, mjöl, salt, samt rimmat fläsk. Kolbullen kom till då kolare och skogshuggare bodde ute i skogskojor. Man levde primitivt och det var svårt att förvara råvaror som mjölk och ägg. Man hade oftast bara de enklaste råvarorna som ister, fläsk, mjöl och salt, som är huvudingredienserna i en kolbulle. Smeten, som många tror innehåller ägg och mjölk, innehåller endast vatten, salt samt mjöl. Vid stekning använde man ister. Ister är rent djurfett, smöret var på den tiden en lyxvara.

## Tillagning
Man steker många små bitar av saltat fläsk i stekpannan och häller sedan på en smet av vatten och mjöl. Mjölet i smeten är oftast kornmjöl och vetemjöl. Alltefter tillgång kan man byta en del av vattnet mot mjölk och/eller ägg. Sedan låter man kolbullen stelna och vänder den så att den blir stekt på båda sidor. Kolbulle tillagas i en panna, förr oftast över öppen eld. Namnet kommer troligtvis av att man grävde ner pannan i glöden, täckte den med lock och lade glöd och aska ovanpå.
Smeten är väldigt enkel att göra. Till en liter vatten tar man mjöl och salt efter behag. Konsistensen blir som pannkakssmet. Låt sedan smeten svälla. Hitta en gjutjärnspanna med raka kanter som du sätter på värme, spis men helst över öppen brasa. Lägg i så pass mycket ister (finns i matvaruhandeln) i pannan så att du får ett ungefär en centimeter tjock lager. Lägg i lite tärnat fläsk och bryn på. Häll sedan på smeten så att det precis täcker fläsktärningarna. Efter ett litet tag så kan man skrapa lite lätt med en stekspade runt kanterna och då ska kolbullen flyta upp till ytan. Kolbullen blir nu friterad runt om. Om man vill så kan man vända på den. När den är klar så kommer den att ha en vacker guldbrun frasig yta samt mjuk invändigt. Anledningen till att man har ister är det mest historiskt korrekta. I modern tid har man prövat både smör och olja. Smöret klarar inte den höga temperaturen vid fritering och oljan ger en konstig bismak på kolbullen.